# NHL 2001
NHL 2001 est un jeu vidéo de hockey sur glace sorti en 2001 sur  PSX, PS2 et PC. Il est la création des studios d’Electronic Arts et reprend toutes les données de la saison 2001 de hockey (joueurs, équipes…). Owen Nolan des Sharks de San Jose figure sur la couverture du jeu.

## Accueil
- Gamekult : 7/10[1] (PS2)

- Jeuxvideo.com : 16/20 (PC)[2] - 16/20 (PS2)[3]